# Рассыпная VI (стоянка)
Рассыпная VI — стоянка эпохи позднего неолита в Ростовской области.
Расположена около села Рассыпное Песчанокопского района.

## История
Ростовская область была с древности густо заселена. Большая часть селений располагалась по берегам рек. На одних и тех же местах люди селились в разные исторические эпохи. Большинство памятников каменного века расположено также  на высоком берегу рек.
Стоянка времен позднего неолита Рассыпная VI расположена около села Рассыпное Песчанокопского района Ростовской области. Стоянка наиболее хорошо изучена из встречающихся в Ростовской области. Изучалась стоянка  в течение двух полевых сезонов 2002-2003 годов.
На археологическом памятнике была вскрыта площадь в 480 м². Было найдено 4644 изделий. В основном это изделия из кремня. Кремний в изделиях был в разных разновидностях, в небольшом количестве попадалась  магматическая горная порода обсидиан.

## Артефакты
Среди найденных предметов в стоянке — 1258 пластинчатых сколов. Ширина большинства пластин составила  от 0,7 до 1,2 сантиметров.
Было найдено 520 предметов со вторичной обработкой, среди них больше всего скребков (около 250). В находках попадаются каменные орудия труда — геометрические микролиты в виде трапеций, сегментов, параллелограммов и др.
Попадаются трапеции с ретушью на двух сторонах, с выемками, с ретушированным нижним основанием, со следами уплощения корпуса. Другие изделия из кремня представлены пластинами со скошенным ретушью концом, резцами на углу, остриями. па.
Среди изделий из мягких пород камня: фрагменты рубящего орудия, тёрочник, отбойник и др. Керамика стоянки Рассыпная VI представлена фрагментами сосудов без орнамента. Часть посуды орнаментировалась оттисками зубчатого штампа.
В археологическом памятнике найдены кости кулана, крупного и мелкого рогатого скота.